# Arthropleuridea
Arthropleuridea – podgromada wymarłych wijów z gromady dwuparców.
Do podgromady tej zalicza się trzy rzędy: Arthropleurida, Eoarthropleurida i Microdecemplicida. Ich ślady kopalne znane są od późnego syluru do wczesnego permu. Osiągały rozmiary od poniżej 5 mm (u Microdecemplex rolfei) do ponad 2 m długości i 50 cm szerokości u rodzaju Arthropleura – największego znanego bezkręgowca lądowego. Początkowo miały rangę gromady wijów, a do dwuparców włączone zostały w 2000 roku. Cechy, które łączą je z innymi krocionogami to beznogie collum i parzyste walwy analne. Przyjmuje się również, że miały diplosegmenty (segmenty tułowia z dwoma parami odnóży), ale nie jest to pewne w przypadku największych ich okazów.
Relacje Arthropleuridea z innymi dwuparcami, jak i ich monofiletyzm pozostają niepewne. Jedyną cechą wspólną wszystkim ich rzędom są zatokowato wykrojone boki collum. Ponadto Arthropleurida i Eoarthropleurida łączy oddzielenie płatów paratergalnych od osiowej części tergitów szwem oraz unikalny zespół sklerytów podpierających odnóża. Wilson i Shear w pracy z 2000 roku uznają, że wszystkie trzy rzędy tworzą klad siostrzany dla Chilognatha, podczas gdy Kraus i Brauckmann w pracy z 2003 tylko Microdecemplicida uznają za siostrzane dla Chilognatha, a pozostałe dwa rzędy włączają do podgromady Penicillata.